# Галузинський Володимир Михайлович
Володи́мир Миха́йлович Галузи́нський (10 травня 1925, м. Красноуфимськ, РСФРР — 16 серпня 2002, Київ, Україна) — педагог, доктор педагогічних наук (1984), професор (1986). Учасник Другої світової війни.

## Біографічні дані
Народився 10 травня 1925 року в Красноуфимську.
У 1952 році закінчив Харківський педагогічний інститут, а у 1953 році Київський університет. 
З 1956 по 1968 рік працював директором загальноосвітніх шкіл. З 1968 по 1970 рік — заступник директора Центрального інституту вдосконалення вчителів. 
З 1970 року працював у Київському лінгвістичному університеті: з 1980 по 1982 рік — декан факультету англійської мови, з 1985 року — професор, з 1999 по 2000 рік — професор-консультант кафедри педагогіки та психології.

## Наукова робота
Основними напрямами наукових досліджень були — розробка теорії стадій розвитку дитячого колективу; концепції індивідуалізації виховання школярів; концепції самоосвіти вчителів середніх шкіл. Співавтор «Педагогічної енциклопедії України» (К., 1997).

### Основні праці
За ЕСУ:
- Розвиток дитячого колективу. — К., 1966;
- О трудновоспитуемых детях. — Тбілісі: Ганатлепа, 1967;
- Самовиховання та самооцінка школярів. — К., 1969;
- Индивидуальный подход в воспитании школьников. — К., 1982;
- Педагогіка: теорія та історія. — К., 1995 (співавтор — Євтух Микола Борисович);
- Основи педагогіки та психології вищої школи в Україні. — К., 1995 (співавтор).[1]